# مقاطعة تاكنا
مقاطعة تاكنا (بالإنجليزية: Tacna Province)‏ هي مقاطعة في بيرو، تتبع إقليم تاكنا، عاصمتها تاكنا، تبلغ مساحتها 8066.11 كيلومتر مربع.

## التقسيمات الإدارية
- Alto de la Alianza District [الإنجليزية]‏
- Calana District [الإنجليزية]‏
- Ciudad Nueva District [الإنجليزية]‏
- Coronel Gregorio Albarracín Lanchipa District [الإنجليزية]‏
- Inclán District [الإنجليزية]‏
- Pachía District [الإنجليزية]‏
- Palca District, Tacna [الإنجليزية]‏
- Pocollay District [الإنجليزية]‏
- Sama District [الإنجليزية]‏
- مديرية تاكنا.